# Сграда на община Струмица
Сградата на община Струмица (на македонска литературна норма: Зграда на Oпштина Струмица) е публична сграда в град Струмица, Република Македония, в която днес се помещава администрацията на община Струмица. Обявена е за паметник на културата на Република Македония.
Сградата е построена в периода 1926 – 1931 година. Има масивен градеж и три етажа.
В приземния етаж има ъглов вход, над който има полукръгъл балкон и административни и търговски помещения, а на горните два етажа са административните стаи с изглед към главната улица. Декоративните елементи на сградата са с изразени влияния от западния стил, характерни за този период.